# Asilus versicolor
Asilus versicolor là một loài ruồi trong họ Asilidae. Asilus versicolor được Meigen miêu tả năm 1830. Loài này phân bố ở vùng Cổ Bắc giới.